# واومرت

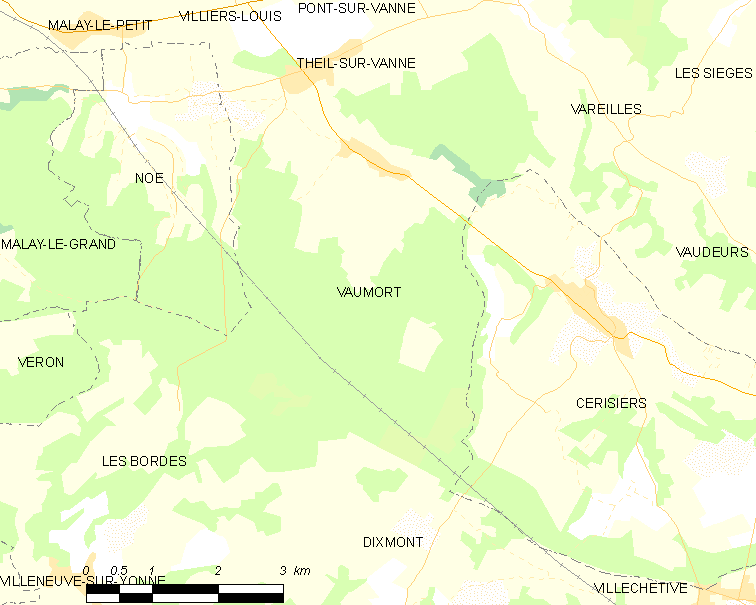

واومرت (به فرانسوی: Vaumort) یک کمون در فرانسه است که در Canton of Sens-Sud-Est واقع شده‌است.

## خصوصیات
واومرت ۱۴٫۵۲ کیلومترمربع مساحت و ۳۱۲ نفر جمعیت دارد.